# Fronhausen (Hesja)
Fronhausen – miejscowość i gmina w Niemczech, w kraju związkowym Hesja, w rejencji Gießen, w powiecie Marburg-Biedenkopf.